# 福地翼
福地 翼（ふくち つばさ、本名同じ、1980年2月7日 - ）は、日本の漫画家。男性。栃木県出身。血液型A型。代表作は『うえきの法則』、『うえきの法則+』、『タッコク!!!』、『アナグルモール』、『サイケまたしても』。

## 略歴
- 1980年2月7日、栃木県で生まれる[2]。
- 10代のころ、ドラゴンクエスト4コマクラブに投稿しており、投稿作が単行本に掲載されている。ある時、キングスライム賞を受賞するも、その代でドラゴンクエスト4コマクラブが終了した為、『月刊少年ガンガン』でのデビューが断たれてしまう。その悔しさをバネにストーリー漫画を描き始め、『週刊少年ジャンプ』『週刊少年マガジン』『週刊少年サンデー』のどれかに投稿しようとした時に、原稿を描き終えた時点で、一番締め切りが近かったのがサンデーだったためサンデーに投稿する[1]。
- 1999年1月期の少年サンデーまんがカレッジで初作品の『コーデリー』が佳作受賞（当時18歳）[2]。
- 2001年から、『週刊少年サンデー』にて『うえきの法則』を初連載し[2]、2004年まで連載する。その後、2005年4月からのアニメ化に連動する形で『週刊少年サンデー』にて続編『うえきの法則+』を連載するも、急病のため長期休載を挟み、2007年に完結させる。
- 2009年から2011年まで『週刊少年サンデー超』にて『タッコク!!!』を連載。同作は『クラブサンデー』でも配信された。
- 2011年、『週刊少年サンデー』にて『アナグルモール』を連載。途中、福地の体調不良のため約1年間休載していたが、2013年10月に再開し、2014年1月に完結させた。
- 2014年から2018年まで『週刊少年サンデー』にて『サイケまたしても』をシリーズ連載[3][4]。
- 2019年から2021年まで『週刊少年サンデー』にて『ポンコツちゃん検証中』を連載[5][6]。
- 2022年から『週刊少年サンデー』にて『GOLDEN SPIRAL』を連載[7]。2023年、『サンデーうぇぶり』に移籍[8]。同年完結[9]。
- 2025年から『週刊少年サンデー』にて『パラショッパーズ』を連載[10]。

## 作品リスト

### 連載
- うえきの法則（『週刊少年サンデー』2001年34号 - 2004年46号） - 初連載作品[2]。
- うえきの法則+（『週刊少年サンデー』2005年19号 - 2007年29号）
- タッコク!!!（『週刊少年サンデー超』2009年APRIL号 - 2011年2月号）
- アナグルモール（『週刊少年サンデー』2011年47号 - 2014年6号）
- サイケまたしても（『週刊少年サンデー』2014年32号[3] - 2019年4・5合併号[4]）
- ポンコツちゃん検証中（『週刊少年サンデー』2019年21・22合併号[5] - 2021年34号[6]）
- GOLDEN SPIRAL（『週刊少年サンデー』2022年20号[7] - 2023年19号[8]→『サンデーうぇぶり』2023年4月22日[8] - 2023年9月16日[9]）
- パラショッパーズ（『週刊少年サンデー』2025年8号[10] - 連載中）

### 読み切り
- 王様はエライ人（『週刊少年サンデー超』2002年3月25日号） - 『少年サンデー特別増刊R』2003年11月9日号に再録、『うえきの法則エキシビション〜福地翼短編集〜』に収録。
- うえきの法則 ミニ外伝（『週刊少年サンデー超』2004年7月25日号） - 『うえきの法則』15巻に収録
- うえきの法則外伝 〜もうひとりのロベルト十団〜（『週刊少年サンデー超』2005年3月25日号） - 『うえきの法則エキシビション〜福地翼短編集〜』に収録。
- タッコク!!!（『週刊少年サンデー』2008年13号） - 『少年サンデー特別増刊R』2008年8月24日号に再録
- ネガティブレイン（『ビッグコミックスピリッツ』2010年49号） - 『サイケまたしても』3巻に収録
- 猫の國（『月刊ねこだのみ』Vol.1[11] - 3） - 再録、元の掲載誌不明。
- 片岡さんのもう片方（『週刊少年サンデー』2022年6号[12]）
- クイズイズ（『週刊少年サンデー』2023年51号[13]） - 『うえきの法則エキシビション〜福地翼短編集〜』に収録。
- ピタとポロ（『週刊少年サンデー』2024年10号[14]） - 『うえきの法則エキシビション〜福地翼短編集〜』に収録。
- キヅキノB（『週刊少年サンデー』2024年14号[15]） - 『うえきの法則エキシビション〜福地翼短編集〜』に収録。
- ラストチケット（『ゲッサン』2024年6月号[16]） - 同誌初登場作品[16]
- うえきの法則 エキシビション（『週刊少年サンデー』2025年1号[17]） - 『うえきの法則エキシビション〜福地翼短編集〜』に収録。
- まんが：エバース物語（『お笑い芸人 入門百科』2024年[18]）

### 書籍
- 『うえきの法則』、小学館〈少年サンデーコミックス〉2001年 - 2005年、全16巻
- 『うえきの法則+』、小学館〈少年サンデーコミックス〉2005年 - 2007年、全5巻
- 『タッコク!!!』、小学館〈少年サンデーコミックス〉2009年 - 2011年、全6巻
- 『アナグルモール』、小学館〈少年サンデーコミックス〉2012年 - 2014年、全5巻
- 『サイケまたしても』、小学館〈少年サンデーコミックス〉2014年 - 2019年、全15巻
- 『ポンコツちゃん検証中』、小学館〈少年サンデーコミックス〉2019年 - 2021年、全10巻
- 『ご機嫌ナナメの吉岡さん〜福地翼短編集〜』KADOKAWA〈角川コミックス・エース〉、2022年3月10日発売[19]、ISBN 978-4-04-112389-8
  - Twitterで発表した作品を電子書籍で発売後、書籍化[19]
- 『GOLDEN SPIRAL』小学館〈少年サンデーコミックス〉、2022年 - 2023年、全8巻
- 『パラショッパーズ』、小学館〈少年サンデーコミックス〉2025年 - 、既刊2巻（2025年8月18日現在）
  1. 2025年5月16日発売[20][21]、ISBN 978-4-09-854117-1
  2. 2025年8月18日発売[22]、ISBN 978-4-09-854211-6
- 『うえきの法則エキシビション〜福地翼短編集〜』小学館〈少年サンデーコミックス〉、2025年5月16日発売[20][23]、ISBN 978-4-09-854109-6

## 関連人物
あづち涼
元アシスタント。
桜井亜都
元アシスタント。
近江のこ
元アシスタント。